# Plaza de la Justicia

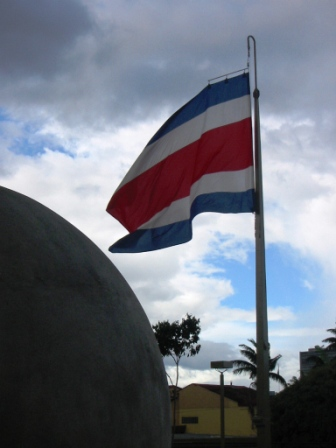
Esferas de piedra y bandera patria: dos íconos en el imaginario colectivo de Costa Rica

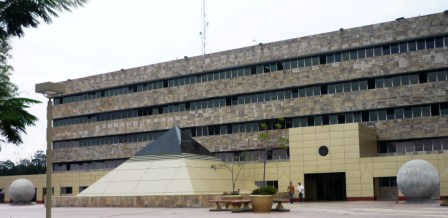
Dos esferas y una pirámide representando la balanza de la justicia. Atrás el edificio del Organismo de Investigación Judicial

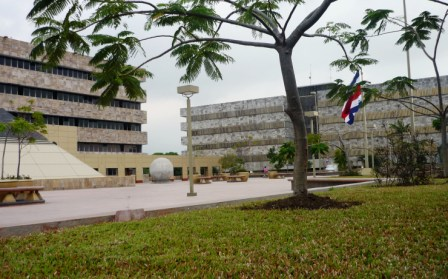
Vista este-sur de la Plaza. Al fondo, el edificio de los Juzgados Centrales

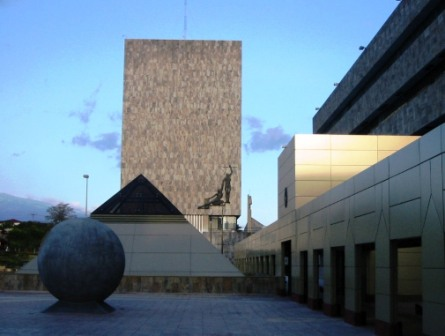
Los tres volúmenes y el paso cubierto como conector de los tres edificios

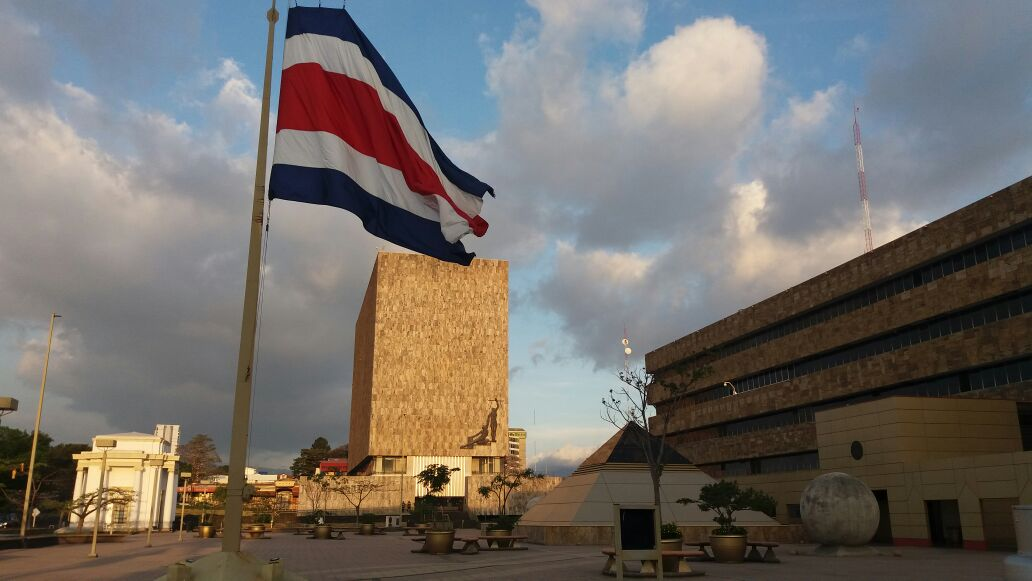
Vista oeste-sur de la plaza, con las fachadas principales de la Suprema Corte al fondo, y del Organismo de Investigación Judicial a la derecha

La Plaza de la Justicia es uno de los espacios urbanos de mayor simbolismo de identidad nacional ubicado en el centro de San José, capital de Costa Rica. La circundan las oficinas centrales de la Corte Suprema de Justicia, Edificio del Organismo de Investigación Judicial y el Edificio de los Juzgados Centrales. Alberga el conjunto escultórico más alto, ancho y largo de Costa Rica.

## Historia
El conjunto de edificios, conocido como “Circuito Judicial” se comenzó a construir el 21 de octubre de 1961, bajo el objetivo gubernamental de complementar un centro cívico, que en recorrido peatonal de 800 conectara el Parque Nacional, Biblioteca Nacional, Asamblea Legislativa, Casa Presidencial, Museo Nacional, Plaza de la Democracia, Centro Nacional de Arte y Cultura, Parque Morazán, Parque España, Instituto Nacional de Seguros, Museo del Jade, Banco Central de Costa Rica, Parque Central, Caja Costarricense de Seguro Social, Teatro Nacional y plaza de la Cultura con sus Museos de Oro Precolombino, Numismática y Plástica Nacional.
El diseño original estuvo a cargo de los arquitectos Eugenio Gordienko Orkich y Hernán Arguedas Salas. Como primera etapa, el edificio de la Corte Suprema de Justicia se inauguró el 29 de abril de 1966, los otros dos edificios se construyeron durante los siguientes doce años.
Para el año 2006, la Administración Judicial decidió intervenir el área de la plaza, para resolver problemas de filtraciones pluviales hacia el interior del edificio, hacer un análisis de impacto estructural de los últimos eventos sísmicos y aplicación de las nuevas normas de seguridad, así como interconectar los tres edificios, dando al área de la plaza condiciones de utilidad urbana y accesibilidad universal, aprovechando el plan “San José Posible” del Alcalde Johnny Araya, para recuperar el centro capitalino para el peatón, con el bulevard entre el Museo Nacional de Costa Rica y el Circuito Judicial.
Esta etapa de diseño estuvo a cargo de los arquitectos Ibo Bonilla Oconitrillo y Hernán Hernández mediante concurso público. Las obras se inauguraron en noviembre del 2007.

## Descripción
El espacio pavientado de la plaza tiene un área de 5.800 metros cuadrados más áreas verdes, integra un área urbana de 21.000 metros cuadrados, consistente en una “U” cuyos lados son tres edificios: una torre de 11 pisos y 47 metros de altura y otros 2 bloques de 6 pisos, 27 metros de altura y 70 metros de largo. Debajo de la plaza se ubican un nivel de parqueos y otro con un auditorio, oficinas y cuartos de máquinas y mantenimiento.
El nuevo diseño incluyó la creación de una sala vestíbulo multiuso, con capacidad para 400 personas como complemento al auditorio existente, con climatización pasiva mediante una pirámide que provoca el “efecto venturi” y además funciona como lucernario natural.
La pirámide que sobresale 24 metros sobre la plaza, fue acompañada por dos reproducciones de esferas precolombinas de 3,20 metros de diámetro, situadas en un solo eje central con la pirámide y el prisma de mármol nicoyano de la torre de la Corte Suprema.
Complementa dichos volúmenes un paso cubierto lineal que interconecta los tres edificios y un nuevo vestíbulo dentro de la plaza para el Organismo de Investigación Judicial, que carecía de éste. Agrega una bandera patria monumental y prevé un monumento al funcionario caído en sus funciones de justicia, además de mobiliario urbano y arborización con especies nativas. En la esquina noreste conservaron el vestíbulo de la Universidad de Santo Tomás, primer centro de enseñanza superior del país.

## Simbolismo
La premisa antropológica de que la justicia es el primer valor social consolidado e institucionalizado es aquí representada por el escultor Ibo Bonilla con los tres sólidos platónicos: esfera, pirámide y prisma, en un mismo eje, con un doble significado: el místico y la identidad costarricense. En el primer sentido el prisma significa lo físico, lo manifiesto, lo conocido; la esfera simboliza el espíritu, lo no manifiesto, el espacio puro; la pirámide representa la triple naturaleza del universo: lo manifiesto, lo no manifiesto y el ser humano, que contiene ambos.
Como identidad cultural, la esfera es la representación por excelencia de la equidistancia y unidad para casi toda la Humanidad, pero en Costa Rica tiene raíces ancestrales, las esferas de piedra precolombinas están infiltradas en el imaginario colectivo con un misterio que alude al realismo mágico regional, es el ícono del “País de las Bolas”; la pirámide alude a la estructura construida más estable como aspiración social y el prisma simboliza la seguridad de reglas de convivencia conocidas y manifiestas, base de justicia física, identificado por la torre de la Corte Suprema con su acabado limpio, estable y natural en mármoles de Nicoya y Santa Rosa.
Los tres sólidos, nítidos y puros con una alineación este – oeste remiten al sentido básico y solar de la cultura precolombina. Las dos esferas a ambos lados de la pirámide plasman a escala monumental la balanza de la justicia, haciendo contraste simbólico con la escultura en bronce de 8 metros de alto, existente en la cara oeste del prisma, obra del escultor Juan Portuguez Fucigna. Se complementan con una bandera de Costa Rica con un asta de 18 metros de altura, aportando unidad simbólica al conjunto, por su llamativa visibilidad y colores.

## Impacto urbano
Desde su inauguración, la plaza se ha convertido en un hito urbano y un monumento a la identidad cultural de los ticos, así como foto obligada para los turistas y reportajes internacionales sobre la idiosincrasia de este singular pueblo centroamericano.
Como paisajismo urbano es relevante la integración visual y escultórica de tres “manzanas” interviniendo una sola, así como el que completa la polaridad de un nuevo boulevard peatonal que llega al otro referente de la identidad de Costa Rica: el parque nacional, un homenaje con monumento incluido, a la memoria de la victoria de 1856, sobre filibusteros, mercenarios contratados por los sureños estados de Estados Unidos de América, al mando de William Walker, con el objetivo de sumarse un estado esclavista en Centroamérica. El paseo peatonal incluye el Museo Nacional, con su amplia colección de patrimonio precolombino, y la Asamblea Legislativa como ícono de equilibrio político y democracia.